# Gyeplabda az 1920. évi nyári olimpiai játékokon
Az 1920. évi nyári olimpiai játékokon a gyeplabdatornát szeptember 1. és szeptember 5. között rendezték. A tornán 4 válogatott szerepelt.

## Éremtáblázat
(A rendező ország csapata eltérő háttérszínnel, az egyes számoszlopok legmagasabb értéke, vagy értékei vastagítással kiemelve.)
| Az 1920. évi nyári olimpiai játékok éremtáblázata gyeplabdában | Az 1920. évi nyári olimpiai játékok éremtáblázata gyeplabdában | Az 1920. évi nyári olimpiai játékok éremtáblázata gyeplabdában | Az 1920. évi nyári olimpiai játékok éremtáblázata gyeplabdában | Az 1920. évi nyári olimpiai játékok éremtáblázata gyeplabdában | Olimpia  |
| -------------------------------------------------------------- | -------------------------------------------------------------- | -------------------------------------------------------------- | -------------------------------------------------------------- | -------------------------------------------------------------- | -------- |
|                                                                | Ország                                                         | Arany                                                          | Ezüst                                                          | Bronz                                                          | Összesen |
| 1.                                                             | Nagy-Britannia (GBR)                                           | 1                                                              | 0                                                              | 0                                                              | 1        |
|                                                                |                                                                |                                                                |                                                                |                                                                |          |
| 2.                                                             | Dánia (DEN)                                                    | 0                                                              | 1                                                              | 0                                                              | 1        |
|                                                                |                                                                |                                                                |                                                                |                                                                |          |
| 3.                                                             | Belgium (BEL)                                                  | 0                                                              | 0                                                              | 1                                                              | 1        |
|                                                                |                                                                |                                                                |                                                                |                                                                |          |
| Összesen                                                       | Összesen                                                       | 1                                                              | 1                                                              | 1                                                              | 3        |

## Érmesek
| Az 1920. évi nyári olimpiai játékok érmesei férfi gyeplabdában | Az 1920. évi nyári olimpiai játékok érmesei férfi gyeplabdában | Az 1920. évi nyári olimpiai játékok érmesei férfi gyeplabdában | Az 1920. évi nyári olimpiai játékok érmesei férfi gyeplabdában |
| --- | --- | --- | -------------------------------------------------------------- |
| Arany | Ezüst | Bronz |                                                                |
| Nagy-Britannia (GBR) | Dánia (DEN) | Belgium (BEL) |                                                                |
| Charles Atkin John Bennett Colin Campbell Harold Cassels Harold Cooke Eric Crockford Reginald Crummack Harry Haslam Arthur Leighton Charles Marcon John McBryan George McGrath Stanley Shoveller William Smith Cyril Wilkinson | Hans Bjerrum Ejvind Blach Niels Blach Steen Due Thorvald Eigenbrod Frands Faber Hans Jørgen Hansen Hans Herlak Henning Holst Erik Husted Paul Metz Andreas Rasmussen | André Becquet Pierre Chibert Raoul Daufresne de la Chevalerie Fernand de Montigny Charles Delelienne Louis Diercxsens Robert Gevers Adolphe Goemaere Charles Gniette Raymond Keppens René Strauwen Pierre Valcke Maurice van den Bemden Jean van Nerom |                                                                |

## Lebonyolítás
A négy résztvevő egy csoportot alkotott, amelyben körmérkőzések döntötték el a csoport végeredményét, ami egyben a torna végeredménye is volt.

## Mérkőzések
| 1920. szeptember 1. | Nagy-Britannia (GBR) | 6 – 1 | Dánia (DEN) |  |
| 1920. szeptember 1. |                      |       |             |  |

| 1920. szeptember 1. | Belgium (BEL) | 3 – 2 | Franciaország (FRA) |  |
| 1920. szeptember 1. |               |       |                     |  |

| 1920. szeptember 3. | Nagy-Britannia (GBR) | 12 – 1 | Belgium (BEL) |  |
| 1920. szeptember 3. |                      |        |               |  |

| 1920. szeptember 3. | Dánia (DEN) | 9 – 1 | Franciaország (FRA) |  |
| 1920. szeptember 3. |             |       |                     |  |

| 1920. szeptember 4. | Nagy-Britannia (GBR) | – | Franciaország (FRA) |  |
| 1920. szeptember 4. |                      |   |                     |  |

- Játék nélkül Nagy-Britannia nyert.

| 1920. szeptember 5. | Dánia (DEN) | 5 – 2 | Belgium (BEL) |  |
| 1920. szeptember 5. |             |       |               |  |

## Végeredmény
| Helyezés | Csapat               | M | Gy | D | V | G+ | G– | Gk  | P |
| -------- | -------------------- | - | -- | - | - | -- | -- | --- | - |
| Arany    | Nagy-Britannia (GBR) | 3 | 3  | 0 | 0 | 18 | 2  | +16 | 6 |
| Ezüst    | Dánia (DEN)          | 3 | 2  | 0 | 1 | 15 | 9  | +6  | 4 |
| Bronz    | Belgium (BEL)        | 3 | 1  | 0 | 2 | 6  | 19 | –13 | 2 |
| 4.       | Franciaország (FRA)  | 3 | 0  | 0 | 3 | 3  | 12 | –9  | 0 |

| Az 1920. évi nyári olimpiai játékok férfi gyeplabdatornájának olimpiai bajnoka |
| · NAGY-BRITANNIA · 2. cím                                                      |
| ------------------------------------------------------------------------------ |